# Näs-Horndals Järnväg
Näs-Horndals Järnväg (NHJ) öppnades för allmän trafik den 1 oktober 1921 och var belägen i nuvarande Avesta kommun. 
Den föregicks av en smalspårig (891 mm), 12 kilometer lång, bana mellan Näs bruk och Morshyttan. Den försåg det 1875 färdigställda Näs bruk (masugn och valsverk) med järnvägsanslutning. 
År 1918 begärde och fick bolaget koncession på den normalspåriga Näs-Horndals Järnväg. Horndals järnverk ägde både Näs bruk och Horndals bruk. Stora godsmängder, främst järn, transporterades mellan bruken och man behövde även få förbindelse med Norra stambanan. Bolaget anlade därför en ny normalspårig bana på sträckan mellan Horndal och Västanhede vid Näs-Morshyttans järnväg, varvid sträckan Västanhede-Näs byggdes om till normalspår. Den nya linjen öppnades för allmän trafik den 1 oktober 1921. 
På banan transporterades huvudsakligen malm, träkol, tackjärn och valsat järn. Den allmänna järnvägstrafiken avvecklades på sträckan redan 1933, men godstrafiken upphörde först 1953 då Näs valsverk lades ner.  Från järnvägstiden har endast det gamla lokstallet bevarats.

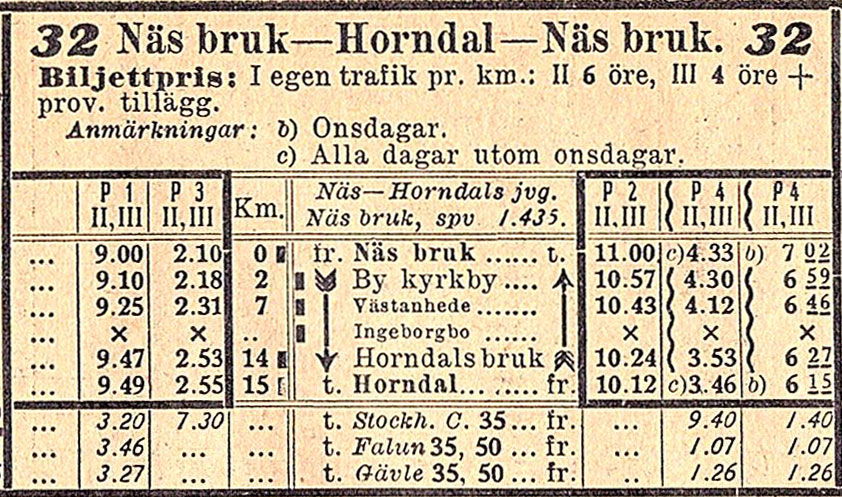
NHJ. Tidtabell 1925.
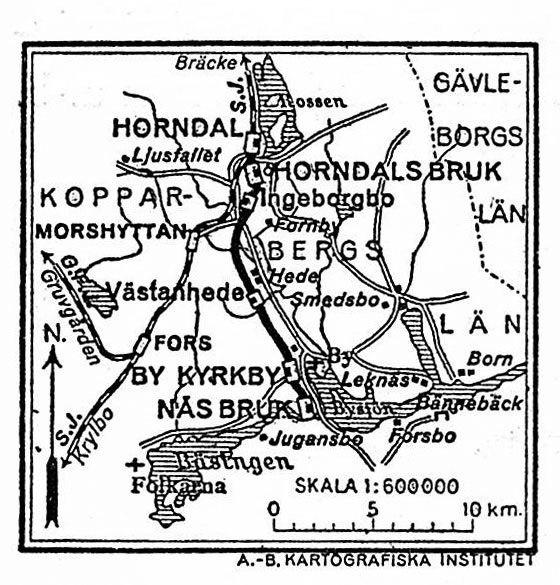
NHJ. Karta 1926.